# Amorphophallus rhizomatosus
Amorphophallus rhizomatosus är en kallaväxtart som beskrevs av Wilbert Leonard Anna Hetterscheid. Amorphophallus rhizomatosus ingår i släktet Amorphophallus och familjen kallaväxter. Inga underarter finns listade.